# 石泉荘
石泉荘（せきせんそう）は新潟県新発田市にあるもと石崎家所有の邸宅。2007年に国の登録有形文化財に登録、次いで2011年に登録記念物（名勝地関係）に登録されている。

## 概要
屋敷地内を南北に新発田川が流れている、全国的にも非常に稀な庭園があり、茶室が川の左岸、離れ屋敷が右岸に建っている。かつては料亭であった。

## 文化財

### 登録有形文化財
- 離れ屋敷

明治38年建築、昭和初期に増築されている。
木造平屋建、瓦葺、建築面積87平方メートル。
もと料亭の離れ屋敷である。主体部は桁行4間半、梁間2間半、南北棟、切妻造、浅瓦葺。南、西面に縁を廻し、東面に玄関、北面に水回り、北西川端に4畳半を張り出す。川に対して開放的な作りに特徴がある。
- 茶室

明治28年建築。
木造平屋建、瓦葺、建築面積18平方メートル。
もと藩医の隠居所と伝える。4畳半の茶室と2畳大の水屋からなる桁行2畳半、梁間1間半、東西棟、切妻造、浅瓦葺。東面に下屋を付けて玄関とする。屋敷地の点景となる。

### 登録記念物（名勝地関係）
- 庭園

## アクセス
- 新発田駅より徒歩約15分

## 参考資料
- 文化庁：国指定文化財等データベース